# Procleomenes glabrescens
Procleomenes glabrescens là một loài bọ cánh cứng trong họ Cerambycidae.